# برونو هيلدبراند
برونو هيلدبراند (بالألمانية: Bruno Hildebrand)‏ (و. 1812 – 1878 م) هو اقتصادي، وعالم إحصاء، وأستاذ جامعي ألماني، ولد في ناومبورغ، وكان عضوًا في الأكاديمية الروسية للعلوم، توفي في ينا، عن عمر يناهز 66 عاماً.

## مناصب
تولى منصب عضو برلمان فرانكفورت.

## التعليم
تعلم في جامعة لايبتزغ.

## روابط خارجية
- برونو هيلدبراند على موقع الموسوعة البريطانية (الإنجليزية)